# Seznam vzdušných sil
Seznam vzdušných sil obsahuje abecedně seřazený přehled současných států světa, které disponují vzdušnými silami (vojenským letectvem), případně leteckou složkou pozemního vojska (vojskovým letectvem) nebo námořnictva (námořním letectvem). Státy a vzdušné síly uvedené kurzívou znamenají státy s žádným nebo částečným mezinárodním uznáním. Poslední část seznamu obsahuje přehled zaniklých vzdušných sil.

## A
- Abcházie
  - Vzdušné síly Abcházie
- Afghánistán
  - Afghánské vzdušné síly
- Albánie
  - Albánské vzdušné síly
- Alžírsko
  - Alžírské letectvo
- Angola
  - Angolské letectvo
- Argentina
  - Argentinské letectvo
  - Argentinské námořní letectvo
- Arménie
  - Arménské letectvo
- Austrálie
  - Royal Australian Air Force
  - Australian Army Aviation

Znak australského letectva

  - Fleet Air Arm (Royal Australian Navy)
- Ázerbájdžán
  - Ázerbájdžánské letectvo

## B
- Bahamy
  - Bahamské letecké křídlo
- Bahrajn
  - Bahrajnské letectvo
- Bangladéš
  - Bangladéšské letectvo
- Belgie
  - Belgické letectvo
- Belize

Znak belgického letectva

Znak brazilského letectva

  - Letecké křídlo ozbrojených sil Belize
- Benin
  - Ozbrojené síly Beninu
- Bělorusko
  - Běloruské letectvo
- Bolívie
  - Bolivijské letectvo
- Bosna a Hercegovina
  - Letectvo Bosny a Hercegoviny
- Botswana
  - Botswanské letecké křídlo
- Brazílie
  - Brazilské letectvo
  - Brazilské námořní letectvo
- Brunej
  - Brunejské královské letectvo
- Bulharsko
  - Bulharské letectvo
- Burkina Faso
  - Ozbrojené síly Burkiny Faso

## Č
- Čad
  - Čadské letectvo
- Černá Hora

Znak čínského letectva

  - Letectvo a protivzdušná obrana Černé Hory
- Česko
  - Vzdušné síly AČR
- Čína
  - Letectvo Čínské lidové republiky

## D

Znak dánského letectva

- Dánsko
  - Dánské královské letectvo
- Dominikánská republika
  - Dominikánské letectvo
- Džibutsko
  - Džibutské letectvo

## E

Znak egyptského letectva

- Egypt
  - Egyptské vojenské letectvo
- Ekvádor
  - Ekvádorské letectvo
- Eritrea
  - Eritrejské letectvo
- Estonsko
  - Estonské vzdušné síly
- Etiopie
  - Etiopské letectvo

## F

Znak francouzského letectva

- Filipíny
  - Filipínské letectvo
- Finsko
  - Finské letectvo
- Francie
  - Aéronavale
  - Aviation légère de l'Armée de terre
  - Francouzské letectvo

## G
- Ghana
  - Ghanské letectvo
- Gruzie
  - Gruzínské letectvo
- Guatemala
  - Guatemalské letectvo

## H

Znak chorvatského letectva

- Honduras
  - Honduraské letectvo

## Ch
- Chile
  - Chilské letectvo
- Chorvatsko
  - Chorvatské letectvo a protivzdušná obrana

## I

Znak indického letectva

- Indie
  - Indické armádní letectvo
  - Indické letectvo
  - Indické námořní letectvo
- Indonésie
  - Indonéské letectvo
- Irák
  - Irácké letectvo
- Írán
  - Íránské vojenské letectvo
- Irsko
  - Irský letecký sbor
- Island
  - Islandská protivzdušná obrana
- Itálie
  - Aeronautica Militare
  - Aviazione dell'Esercito
  - Aviazione Navale
- Izrael
  - Izraelské vojenské letectvo

## J

Znak japonského letectva

- Japonsko
  - Japonské vzdušné síly sebeobrany
- Jemen
  - Jemenské letectvo
- Jihoafrická republika
  - South African Air Force
- Jižní Korea
  - Letectvo Korejské republiky
- Jižní Súdán
  - Letectvo Jižního Súdánu
- Jordánsko
  - Jordánské královské letectvo

## K
- Kambodža
  - Kambodžské královské letectvo
- Kamerun
  - Kamerunské letectvo
- Kanada
  - Royal Canadian Air Force
- Katar
  - Katarské letectvo
- Kazachstán
  - Kazašské letectvo
- Keňa
  - Keňské letectvo
- Kolumbie
  - Kolumbijské letectvo
- Konžská demokratická republika

Znak kanadského letectva

Znak kazašského letectva

  - Letectvo Konžské demokratické republiky
- Konžská republika
  - Konžské letectvo
- Kuba
  - Kubánské letectvo
- Kuvajt
  - Kuvajtské letectvo
- Kypr
  - Kyperská národní garda
- Kyrgyzstán
  - Ozbrojené síly Kyrgyzstánu

## L
- Laos

Znak libyjského letectva

  - Letectvo Laoské lidové osvobozenecké armády
- Libanon
  - Libanonské letectvo
- Libye
  - Libyjské letectvo
- Litva
  - Litevské letectvo
- Lotyšsko
  - Lotyšské letectvo
- Lucembursko
  - Lucemburská armáda

## M

Znak malajského letectva

- Maďarsko
  - Maďarské letectvo
- Malajsie
  - Malajsijské královské letectvo
- Malta
  - Maltské letecké křídlo
- Maroko
  - Marocké královské letectvo
- Mexiko
  - Mexické letectvo
- Moldavsko
  - Moldavské letectvo
- Mongolsko
  - Mongolské letectvo
- Mosambik
  - Mosambické letectvo
- Myanmar
  - Myanmarské letectvo

## N
- Náhorní Karabach

Znak německé Luftwaffe

  - Armáda Náhorně-karabašské republiky
- Namibie
  - Namibijské letectvo
- Německo
  - Luftwaffe (Bundeswehr)
  - Marineflieger
  - Heeresfliegertruppe
- Nigérie
  - Nigerijské letectvo
- Nikaragua
  - Nikaragujské letectvo
- Nizozemsko
  - Nizozemské královské letectvo
  - Nizozemské námořní letectvo
- Norsko
  - Norské královské letectvo
- Nový Zéland
  - Royal New Zealand Air Force

## O
- Omán
  - Královské vzdušné síly Ománu

## P
- Pákistán
  - Pákistánské letectvo
- Paraguay
  - Paraguayské letectvo
- Peru
  - Peruánské letectvo
- Podněstří
  - Podněsterská armáda
- Polsko
  - Polské letectvo

Znak pákistánského letectva

  - Brygada Lotnictwa Marynarki Wojennej
- Portugalsko
  - Portugalské letectvo

## R
- Rakousko
  - Rakouské letectvo
- Rumunsko
  - Rumunské letectvo
- Rusko
  - Vojenské vzdušné síly Ruské federace (od 1. 8. 2015 součást Vzdušně-kosmických sil Ruské federace)
  - Ruské námořní letectvo

## Ř
- Řecko
  - Řecké vojenské letectvo
  - Řecké vojskové letectvo

## S
- Salvador
  - Salvadorské letectvo
- Saúdská Arábie
  - Saúdské královské letectvo
- Senegal
  - Senegalské letectvo
- Severní Korea
  - Letectvo Korejské lidové armády
- Severní Makedonie
  - Severomakedonské letectvo
- Singapur
  - Singapurské letectvo
- Slovensko
  - Vzdušné síly Slovenské republiky
- Slovinsko
  - Slovinské letectvo
- Spojené arabské emiráty

Znak saúdského letectva

Znak RAF

Znak letectva Spojených států

  - Letectvo Spojených arabských emirátů
- Spojené království
  - Army Air Corps
  - Fleet Air Arm
  - Royal Air Force
- Spojené státy americké
  - Letectvo Spojených států amerických
  - Letectvo armády Spojených států amerických
  - Letectvo námořní pěchoty Spojených států amerických
  - Námořní letectvo Spojených států amerických
  - Národní garda Spojených států amerických (Air National Guard)
- Srbsko
  - Srbské letectvo a protivzdušná obrana
- Srí Lanka
  - Srílanské letectvo
- Středoafrická republika
  - Letectvo Středoafrické republiky
- Surinam
  - Surinamské letectvo
- Súdán
  - Súdánské letectvo
- Sýrie
  - Syrské arabské vzdušné síly

## Š

Znak španělského letectva

- Španělsko
  - Flotilla de Aeronaves
  - Španělské letectvo
- Švédsko
  - Švédské letectvo
- Švýcarsko
  - Švýcarské vzdušné síly

## T
- Tádžikistán
  - Tádžické letectvo
- Tanzanie
  - Tanzanské letectvo
- Thajsko
  - Thajské královské letectvo
- Tchaj-wan
  - Letectvo Čínské republiky

Znak tureckého letectva

  - Námořní letectvo Čínské republiky
- Togo
  - Ozbrojené síly Toga
- Tunisko
  - Tuniské letectvo
- Turecko
  - Turecké letectvo
- Turkmenistán
  - Turkmenské letectvo

## U

Znak ukrajinského letectva

- Uganda
  - Ugandské letectvo
- Ukrajina
  - Ukrajinské letectvo
  - Ukrajinské armádní letectvo
  - Ukrajinské námořní letectvo
- Uruguay
  - Uruguayské letectvo
- Uzbekistán
  - Uzbecké letectvo

## V
- Venezuela
  - Venezuelské letectvo
- Vietnam

Znak vietnamského letectva

  - Letectvo Vietnamské lidové osvobozenecké armády

## Z
- Zambie
  - Zambijské letectvo
- Zimbabwe
  - Zimbabwské letectvo

## Zaniklé vzdušné síly
- Austrálie
  - Australian Air Corps
  - Australian Flying Corps
- Československo
  - Československé letectvo
- Italské království
  - Regia Aeronautica
- Izrael

Znak nacistické Luftwaffe

Znak sovětského letectva

  - Šerut Avir (letecká složka Hagany)
- Japonské císařství
  - Japonské císařské armádní letectvo
  - Japonské císařské námořní letectvo
- Království Jugoslávie
  - Jugoslávské královské letectvo
- Socialistická federativní republika Jugoslávie
  - Letectvo Socialistické federativní republiky Jugoslávie
- Laoské království
  - Laoské královské letectvo
- Mandžukuo
  - Císařské letectvo Mandžukua
- Nacistické Německo
  - Luftwaffe (Wehrmacht)
- Německá demokratická republika
  - Luftstreitkräfte der NVA
- Německé císařství
  - Luftstreitkräfte
- Osmanská říše
  - Osmanské vzdušné síly
- Rakousko-Uhersko
  - k.u.k. Luftfahrtruppen
- Ruské impérium
  - Letectvo carského Ruska
- Slovenská republika (1939–1945)
  - Slovenské povstalecké letectvo
  - Slovenské vzdušné zbraně
- Sovětský svaz
  - Sovětské letectvo
  - Sovětské námořní letectvo
  - Vojska protivzdušné obrany SSSR
- Spojené království
  - Royal Flying Corps
  - Royal Naval Air Service
- Spojené státy americké
  - Armádní letecká služba Spojených států
  - Letecká sekce Spojovacího sboru Spojených států
  - Armádní letecký sbor Spojených států amerických
  - United States Army Air Forces
- Španělská republika
  - Letectvo Španělské republiky
- Ukrajinská lidová republika
  - Vzdušná flota Ukrajinské lidové republiky
- Vietnamská republika
  - Letectvo Vietnamské republiky